# Медаль «За воинскую доблесть» (ФАПСИ)
Меда́ль «За во́инскую до́блесть» — ведомственная медаль Федерального агентства правительственной связи и информации при Президенте Российской Федерации, учреждённая приказом ФАПСИ РФ от 24 сентября 2002 года. В связи с упразднением ФАПСИ 1 июля 2003 года, награждение данной медалью прекращено.

## Правила награждения
Согласно Положению медалью «За воинскую доблесть» награждались военнослужащие за отличие при выполнении воинского долга. Медаль состояла из двух степеней. Высшей степенью являлась I степень.

## Описание медали
Медаль I степени изготавливалась из металла золотистого цвета, II степени — из металла серебристого цвета. На лицевой стороне медали изображена эмблема ФАПСИ, по окружности — картушный венок из дубовых ветвей. На оборотной стороне — надпись в две строки: «ЗА ВОИНСКУЮ ДОБЛЕСТЬ», ниже — «ФАПСИ». Надпись обрамлена лавровым венком. Все изображения и надписи на медали рельефные.
Медаль при помощи ушка и кольца соединяется с пятиугольной колодкой, обтянутой шёлковой муаровой лентой. Ширина ленты — 24 мм. Левая половина ленты синяя, правая — красная. Вдоль левого края ленты — жёлтая продольная полоска шириной 1.5 мм. Лента медали I степени имеет в центре красной полосы одну белую полоску шириной 1,5 мм, II степени — две белые полоски шириной по 1,5 мм.